# Master of Sweets – Die fabelhafte Welt der Zuckerbäcker
Master of Sweets – Die fabelhafte Welt der Zuckerbäcker ist eine Fernsehshow, die in Deutschland seit 2022 auf RTL ausgestrahlt und von Endemol produziert wird. Die Teilnehmer kämpfen um den Titel „Master of Sweets“. Erstausstrahlung war am 9. Januar 2022. Die Online-Premiere war am 2. Januar 2022 auf RTL+.

## Hintergrund
Moderator der Sendung ist Daniel Hartwich. Die Gastjuroren sind Brigitta Schickmaier, René Frank und Matthias Mittermeier. Das Gewinnerteam erhält einen Master-of-Sweets-Pokal sowie 25.000 Euro Preisgeld.

## Staffel 1

### Folge 1
ThemaCandy
- Aufgabe 1: Gestalte ein Schaustück mit fünf Ballons (wahlweise gefüllt oder ungefüllt). Jeder Juror vergab einen Zusatzpunkt (Pokal) für die zweite Runde an den Rundensieger seiner Wahl.
  - Für diese Aufgabe hatten die Teams zwei Stunden Zeit.
- Aufgabe 2: Gestalte eine Unterwasserwelt aus Zucker. Das Schaustück sollte zudem eine zusätzliche Komponente zum Probieren beinhalten. Es gab weiterhin eine Größenvorgabe von 50 cm Höhe und 80 cm Breite.
  - Für diese Aufgabe hatten die Teams acht Stunden Zeit.

Folgende Teams traten gegeneinander an.
|   | Teilnehmer                           | Alter   | Team   | Bemerkungen           |
| - | ------------------------------------ | ------- | ------ | --------------------- |
| 1 | Carolin Brunner & Tina Herzog        | 33 & 39 | Gelb   | Sieger                |
| 2 | Joachim Habiger & Xuan Anh Luong     | 58 & 35 | Rot    |                       |
| 3 | Martin Studeny & Sarah Hessenberger  | 37 & 20 | Lila   |                       |
| 4 | Sebastian Bator & Max Müller         | 34 & 29 | Blau   | schieden in Runde aus |
| 5 | Vanessa Schnyder & Patrick Beereuter | 30 & 27 | Orange |                       |
| 6 | Benjamin Kunert & Sebastian Kraus    | 39 & 35 | Grün   |                       |

### Folge 2
ThemaCake
- Aufgabe 1: Kreiere vier Törtchenarten von der Größe einer Mozartkugel mit je 30 g Gewicht.
  - Für diese Aufgabe hatten die Teams zwei Stunden Zeit.
- Aufgabe 2: Gestalte eine Märchenwelt aus Kuchen. Das Schaustück sollte eine Mindesthöhe von 80 cm haben und mindestens vier Geschmacksrichtungen enthalten. Es war ein maximaler Anteil von 20 Prozent nicht essbarer Materialien erlaubt.
  - Für diese Aufgabe hatten die Teams acht Stunden Zeit.
    - Nach fünf Stunden kam es zu einer Zusatzaufgabe. Die Teams sollten zum einen das Thema Schwerkraft und die Zutaten Kakaofrucht, Speck und Rote Beete in ihre Arbeiten integrieren.
      - Eine Stunde zusätzliche Arbeitszeit wurde hierfür gewährt.[6]

Folgende Teams traten gegeneinander an.
|   | Teilnehmer                           | Alter   | Team   | Bemerkungen                                                                                |
| - | ------------------------------------ | ------- | ------ | ------------------------------------------------------------------------------------------ |
| 1 | Carolin Brunner & Tina Herzog        | 33 & 39 | Gelb   | Sieger, aufgrund eines Zusatzpunktes mehr aus Aufgabe 1                                    |
| 2 | Joachim Habiger & Xuan Anh Luong     | 58 & 35 | Rot    |                                                                                            |
| 3 | Martin Studeny & Sarah Hessenberger  | 37 & 20 | Lila   | in Runde ausgeschieden                                                                     |
| 4 | Vanessa Schnyder & Patrick Beereuter | 30 & 27 | Orange | Gleichstand mit den Siegern in Aufgabe 2, jedoch einen Zusatzpunkt Rückstand aus Aufgabe 1 |
| 5 | Benjamin Kunert & Sebastian Kraus    | 39 & 35 | Grün   |                                                                                            |

### Folge 3
ThemaFrozen
- Aufgabe 1: Stellt ein Schaustück aus Speiseeis in herzhaftem Aussehen her. Es sollen zwei verschiedene Geschmacksrichtungen präsentiert werden.
  - Für diese Aufgabe hatten die Teams zwei Stunden Zeit.
- Aufgabe 2: Stellt einen mindestens 80 cm hohen Berg (Eisskulptur) her. In die Eislandschaft sollen drei verschiedene essbare Eissorten in eine Landschaft integrieren.
  - Für diese Aufgabe hatten die Teams acht Stunden Zeit.
    - Zusatzaufgabe nach vier Stunden: Stellt eine glasurüberzogene Eiskreation gefüllt mit zwei Eissorten her: Crunch und Gelee.
      - Zusätzlich wurde den Kandidaten die Countdown-Uhr genommen, sodass sie sich nicht orientieren konnten.

Folgende Teams traten gegeneinander an.
|   | Teilnehmer                           | Alter   | Team   | Bemerkungen |
| - | ------------------------------------ | ------- | ------ | --- |
| 1 | Carolin Brunner & Tina Herzog        | 33 & 39 | Gelb   | |
| 2 | Joachim Habiger & Xuan Anh Luong     | 58 & 35 | Rot    | Schieden in dieser Runde aus.                                                                                                 |
| 3 | Vanessa Schnyder & Patrick Beereuter | 30 & 27 | Orange | Erhielten alle drei zu vergebenden Zusatzpunkte für die Runde 2.                                                              |
| 4 | Benjamin Kunert & Sebastian Kraus    | 39 & 35 | Grün   | Sieger; erhielten 27 von 30 möglichen Punkten in Runde 2. Mit René Frank vergab erstmals ein Juror die maximale Punktzahl 10. |

### Folge 4
ThemaChocolate
- Aufgabe 1: Stellt ein Kleid aus Schokolade her, welches von einem Model präsentiert werden soll.[9]
  - Für diese Aufgabe hatten die Teams acht Stunden Zeit.
    - Zusätzlich wurde den Kandidaten die Countdown-Uhr von Beginn an genommen, sodass sie sich nicht orientieren konnten.
      - Nach fünf Stunden erhielten die Kandidaten die Zusatzaufgabe, ein extra Accessoire herzustellen. Es wurde den Kandidaten die verbleibende Zeit genannt.

Zwei der drei Teams traten in der finalen Aufgabe 2 gegeneinander an. Ein Team schied nach der Aufgabe 1 aus.
- Aufgabe 2: Stellt ein Freestyle-Schaustück her, in dem Zucker, Kuchen, Eis und Schokolade enthalten sind.
  - Für diese Aufgabe hatten die Teams sieben Stunden Zeit. Auch hier blieb die Countdown-Uhr unsichtbar. Halbzeit wurde jedoch verkündet.

Folgende Teams traten gegeneinander an.
|   | Teilnehmer                           | Alter   | Team   | Bemerkungen |
| - | ------------------------------------ | ------- | ------ | --- |
| 1 | Carolin Brunner & Tina Herzog        | 33 & 39 | Gelb   | Gewannen und wurden so Master of Sweets. Sie zogen zuvor mit Gleichstand von 23 Punkten in Runde 2 des Finales ein (Model Nina).      |
| 2 | Vanessa Schnyder & Patrick Beereuter | 30 & 27 | Orange | Unterlagen in der zweiten Runde des Finales. Sie zogen zuvor mit Gleichstand von 23 Punkten in Runde 2 des Finales ein (Model Leoni). |
| 3 | Benjamin Kunert & Sebastian Kraus    | 39 & 35 | Grün   | Schieden nach der ersten Finalrunde aus (Model Vanessa).                                                                              |